# 1960년 동계 올림픽 리히텐슈타인 선수단

1960년 동계 올림픽 리히텐슈타인 선수단은 미국 스쿼밸리에서 개최된 1960년 동계 올림픽에 참가한 올림픽 리히텐슈타인 선수단이다. 총 3명의 선수가 한 가지 종목에 출전하였으나 메달 획득에는 실패했다.

## 알파인스키
남자
| 선수        | 종목   | 1차    | 1차  | 2차    | 2차  | 종합   | 종합 |
| 선수        | 종목   | 시간   | 순위 | 시간   | 순위 | 시간   | 순위 |
| ----------- | ------ | ------ | ---- | ------ | ---- | ------ | ---- |
| 헤르만 킨들 | 활강   |        |      |        |      | 2:29.4 | 49   |
| 실반 킨들   | 활강   |        |      |        |      | 2:29.4 | 49   |
| 아돌프 페어 | 활강   |        |      |        |      | 2:27.4 | 41   |
| 아돌프 페어 | 대회전 |        |      |        |      | 2:13.3 | 43   |
| 헤르만 킨들 | 대회전 |        |      |        |      | 2:11.7 | 40   |
| 실반 킨들   | 대회전 |        |      |        |      | 2:08.9 | 39   |
| 아돌프 페어 | 회전   | DSQ    | –    | –      | –    | DSQ    | –    |
| 헤르만 킨들 | 회전   | 1:28.7 | 46   | 1:17.0 | 26   | 2:45.7 | 27   |
| 실반 킨들   | 회전   | 1:19.3 | 28   | 1:11.4 | 21   | 2:30.7 | 21   |